# Ruth Rocha
Ruth Rocha (n. 2 martie 1931, São Paulo) este o scriitoare braziliană
de cărți pentru copii.